# Маслёнок обыкновенный
Маслёнок обыкнове́нный, также жёлтый, по́здний, настоя́щий (лат. Suillus luteus), — вид грибов из рода Маслёнок (Suillus) семейства Маслёнковые (Suillaceae).

## Описание

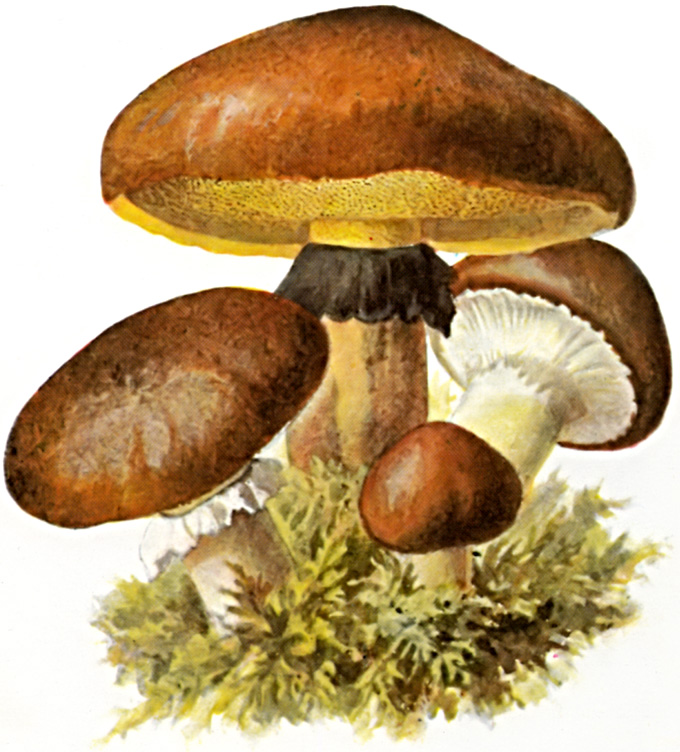
Иллюстрация Альбина Шмальфуса, 1897 г.

Диаметр шляпки составляет 3—14 см, шляпка имеет полушаровидную, позже округло-выпуклую, плосковыпуклую или подушковидную, или даже плоскую форму, иногда бугорчатая с поднятым краем, на ощупь гладкая, слизистая, цвет кожицы — коричневый, тёмно-коричневый, шоколадно-коричневый, красно-коричневый, красно-бурый, жёлто-коричневый, жёлто-бурый, серо-бурый или буро-оливковый. Кожица легко отделяется от мякоти, имеет радиально-волокнистое строение, сильно слизистая.
Мякоть в шляпке мягкая, сочная, беловатая или желтоватая, под кожицей более тёмная, в ножке немного волокнистая, в основании ножки ржаво-буроватого цвета.
Трубчатый слой приросший к ножке, жёлтый, поры сначала беловатые или бледно-жёлтые, потом жёлтые или тёмно-жёлтые, мелкие, округлые.
Ножка 3—11 см высотой и 1—2,5 см толщиной, цилиндрическая, сплошная, продольно-волокнистая, беловатого или желтоватого цвета, с плёнчатым кольцом (покрывалом) белого, а позднее коричневатого, чёрно-коричневого или грязно-фиолетового цвета, над кольцом ножка имеет мучнистый или лимонно-жёлтый цвет, в нижней части — буроватого цвета.
Споровый порошок имеет ржаво-жёлтый, светло-жёлтый цвет, а согласно Дермеку бурый цвет. Споры 7—10×3—3,5 мкм, эллипсоидно-веретеновидные, бледно-жёлтые, гладкие.

## Экология и распространение
Образует микоризу с сосной обыкновенной и другими двухвойными соснами, преимущественно с молодыми деревьями. Растёт в сосновых лесах и посадках, в смешанных сосново-берёзовых и сосново-дубовых лесах на хорошо дренированной песчаной почве. Предпочитает светлые места: поляны, опушки, растёт вдоль дорог, иногда на лугах под отдельно стоящими деревьями, но к освещению неприхотлив, может встречаться и в затенённых местах. Маслята появляются обычно под хвойным опадом или в зарослях некоторых трав (злаков), на верещатниках. На увлажнённых грунтах, торфяниках или болотах не растут. Могут расти совместно с другими видами грибов: сыроежками, зеленушками, лисичками, белыми. Санитарная рубка лесов обычно не влияет на урожайность маслёнка, может даже активизировать рост, но негативно повлиять может собирание опада, частые прогоны или выпас скота.

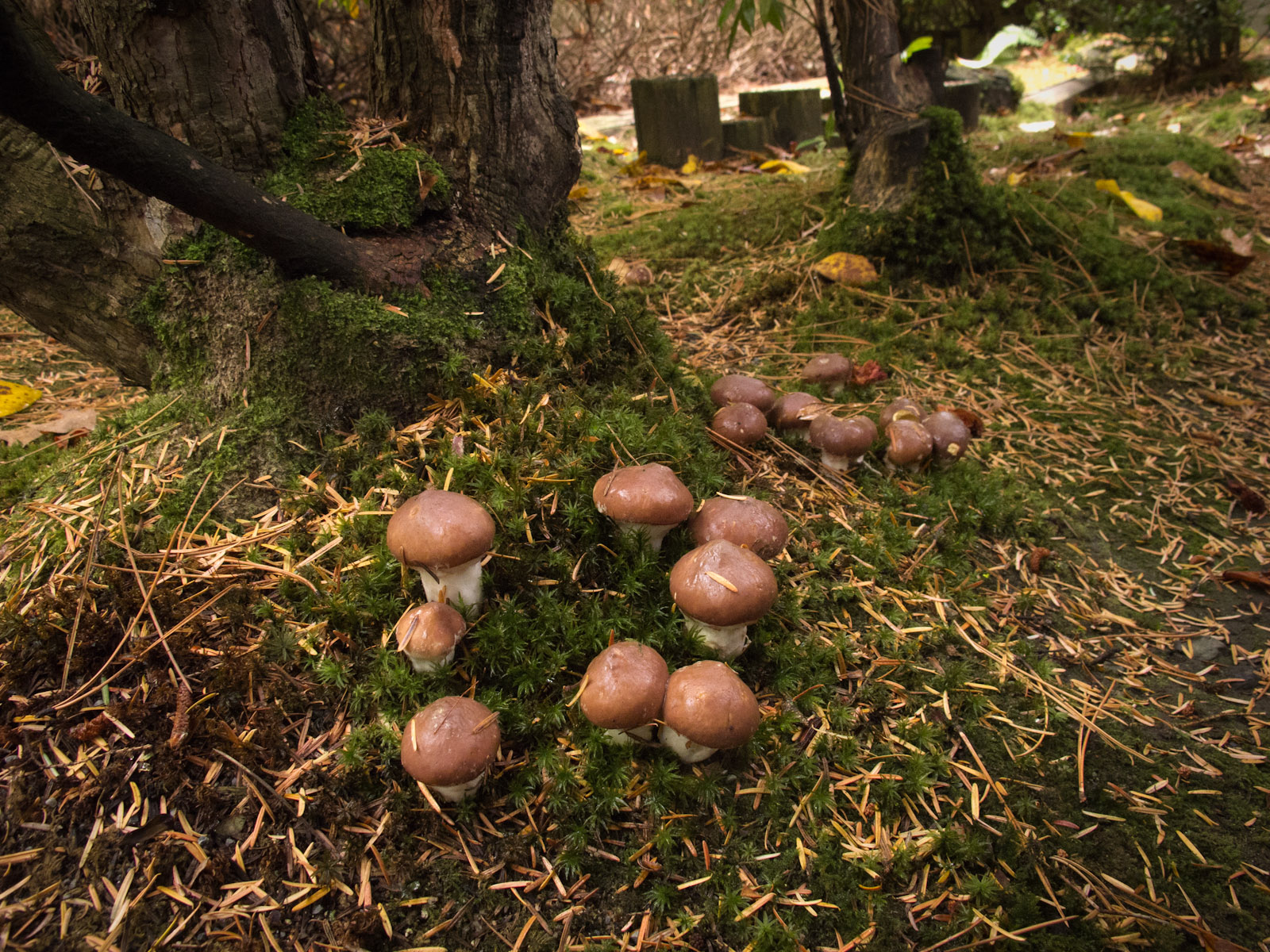

Оптимальная среднесуточная температура плодоношения +15…+18 °C, но на колебания температуры маслёнок обыкновенный реагирует не сильно. Плодовые тела появляются обычно на 2—3 день после дождя, стимулируют плодоношение также сильные росы. В горных местностях маслята могут массово вырастать вокруг камней, это происходит благодаря конденсации влаги на поверхности камня. Плодоношение прекращается при температуре −5 °C на поверхности почвы, а после промерзания верхнего слоя на 2—3 см уже не возобновляется.
В 1967—1976 гг. проводились наблюдения за маслёнком обыкновенным на учётных площадках в посадках сосны (на территории Украины). Установлено, что урожайность этого гриба подвержена сезонным и межгодовым колебаниям. За 10 лет наблюдения было пять лет с большим урожаем, три со средним и два года с незначительным. В урожайные годы отмечалось до семи периодов плодоношения.
В летний период (в начале сезона) маслёнок часто повреждается личинками насекомых, иногда доля непригодных в пищу «червивых» грибов достигает 70—80 %. Осенью активность насекомых резко снижается.
Вид широко распространён в Северном полушарии, предпочитает умеренно холодный климат, но встречается и в субтропиках, иногда случайно заносится человеком в тропические регионы, где образует местные популяции в искусственных сосновых насаждениях.
В России широко распространён в Европейской части, на Северном Кавказе, в Сибири, на Дальнем Востоке. Плодоносит чаще большими группами.
Сезон июнь — октябрь, массово с сентября.

## Употребление

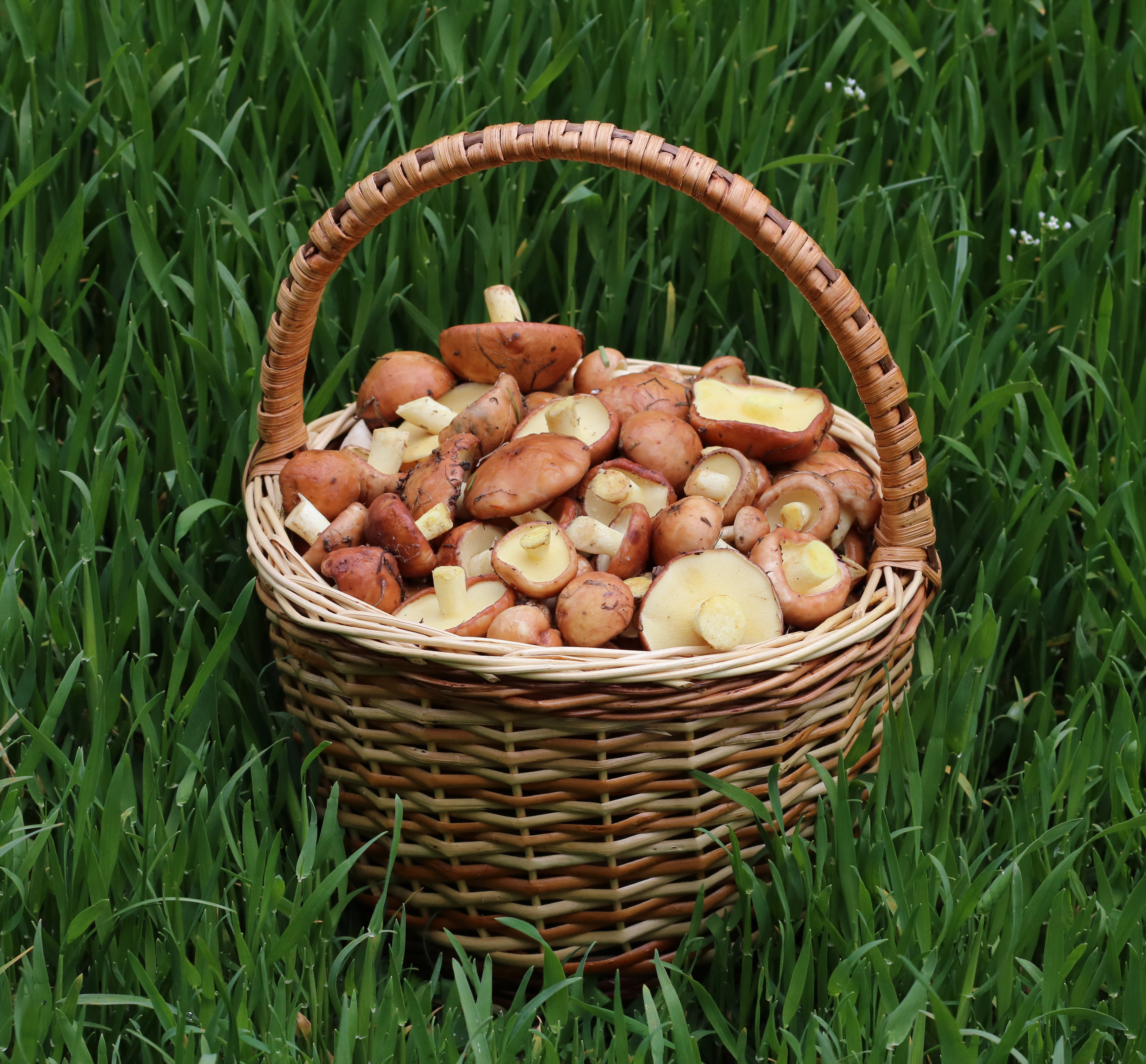

Один из наиболее популярных съедобных грибов. Используется в супах, жареным, солёным, маринованным, в соусах и гарнирах (предварительно отваривается 10—15 минут). Наиболее вкусными считаются молодые грибы в солёном и маринованном виде. Перед консервированием рекомендуется снимать кожицу со шляпок, иначе маринад станет тёмным и слишком густым. Для сушки используется редко, но тоже пригоден; в сушёном виде темнеет и, как правило, сушится с неочищенными шляпками.
В некоторых регионах, например, в Мексике и на Канарских островах, маслёнок обыкновенный выращивается на плантациях.
Охотно поедается северным оленем (Rangifer tarandus) и крупным рогатым скотом.
У некоторых людей маслята могут вызывать аллергические реакции.
| Часть гриба | Воды (в %) | От абсолютного сухого вещества в % | От абсолютного сухого вещества в % | От абсолютного сухого вещества в % | От абсолютного сухого вещества в % | От абсолютного сухого вещества в % | От абсолютного сухого вещества в % | От абсолютного сухого вещества в % |
| Часть гриба | Воды (в %) | белка                              | жира                               | маннита                            | сахар                              | зола                               | клетчатки                          | БЭВ                                |
| ----------- | ---------- | ---------------------------------- | ---------------------------------- | ---------------------------------- | ---------------------------------- | ---------------------------------- | ---------------------------------- | ---------------------------------- |
| Ножка       | 97,07      | 32,57                              | 3,80                               | 15,57                              | 0,18                               | 7,46                               | 35,99                              | 4,43                               |
| Шляпка      | 91,59      | 40,74                              | 6,42                               | 16,91                              | 0,91                               | 10,47                              | 21,05                              | 3,50                               |

## Таксономия
Латинские синонимы:
- Boletopsis lutea (L.) Henn., 1900
- Boletus luteus L., 1753 basionym
- Cricunopus luteus (L.) P. Karst., 1881
- Viscipellis luteus (L.) Quél., 1886
- Ixocomus luteus (L.) Quél., 1888
- Boletus volvatus Batsch, 1783

Русские синонимы:
- масляник
- масленик
- маслюк